# Departamento de Los Andes
Departamento de Los Andes är en kommun i Argentina.   Den ligger i provinsen Salta, i den norra delen av landet, 1 400 km nordväst om huvudstaden Buenos Aires. Antalet invånare är 5 630.
Trakten runt Departamento de Los Andes är ofruktbar med lite eller ingen växtlighet. Trakten runt Departamento de Los Andes är nära nog obefolkad, med mindre än två invånare per kvadratkilometer.